# Nicki Nicole
Nicole Denise Cucco (ur. 25 sierpnia 2000 r. w Rosario) – argentyńska raperka i wokalistka, znana jako Nicki Nicole.

## Kariera
W kwietniu 2019 roku wydała singlowy utwór „Wapo Traketero”. Wkrótce potem nagrała piosenkę „Bzrp Music Sessions, Vol. 13” we współpracy z Bizarrapem. Nagranie zajęło trzecie miejsce w notowaniu Argentina Hot 100, wydawanym przez Billboard. Współpracowała z Christiną Aguilerą przy singlu „Pa mis muchachas” (z gościnnym udziałem Becky G i Nathy Peluso).
Jej debiutancki album studyjny, Recuerdos, ukazał się w listopadzie 2019 roku i zajął szczyt argentyńskiej listy przebojów, wydawanej przez CAPIF. W 2020 roku Nicki Nicole była nominowana do nagrody Latin Grammy w kategorii najlepsza nowa artystka. W 2021 zdobyła nominację do nagrody LOS40 Music jako najlepsza nowa wykonawczyni muzyki latynoskiej.